# Antepipona kashmirensis
Antepipona kashmirensis är en stekelart som beskrevs av Giordani Soika 1977. Antepipona kashmirensis ingår i släktet Antepipona och familjen Eumenidae. Inga underarter finns listade i Catalogue of Life.